# 若维亚尼亚
若维亚尼亚是巴西戈亚斯州的一个市镇。总面积454.884平方公里，总人口7260人，人口密度16人/平方公里。